# Alba María Cabello
Alba María Cabello Rodilla (Madrid, 30 de abril de 1986) é uma nadadora sincronizada espanhola, medalhista olímpica. 

## Carreira
Alba María Cabello representou seu país nos Jogos Olímpicos de 2008 e 2012, ganhando a medalha de prata por equipes em Pequim. Em Londres foi bronze por equipes.